# 巴哈伊空中花园

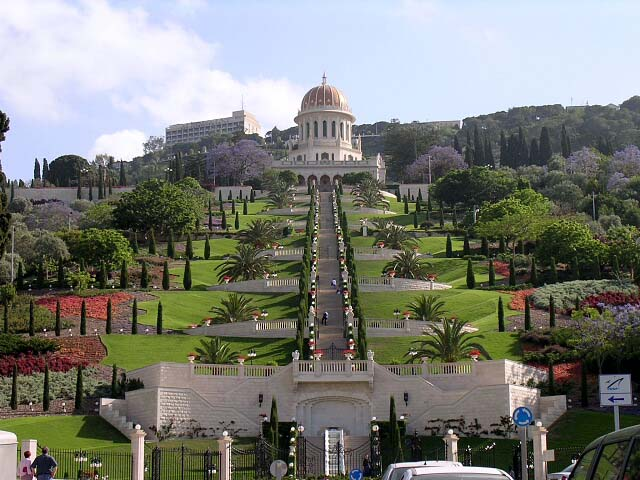

巴哈伊空中花园（Terraces）是以色列海法迦密山上环绕巴哈伊信仰朝圣地点巴孛陵寝的阶梯花园，是以色列的著名旅游景点。巴哈伊空中花园由伊朗建筑师Fariborz Sahba设计，于1987年开始兴建，2001年6月向公众开放。从山底到山顶包括19段阶梯，延伸约1（0.6英里），占地200,000平方（2,152,782平方英尺）。2008年，它与巴孛陵寝等巴哈伊圣地被列为世界遗产。

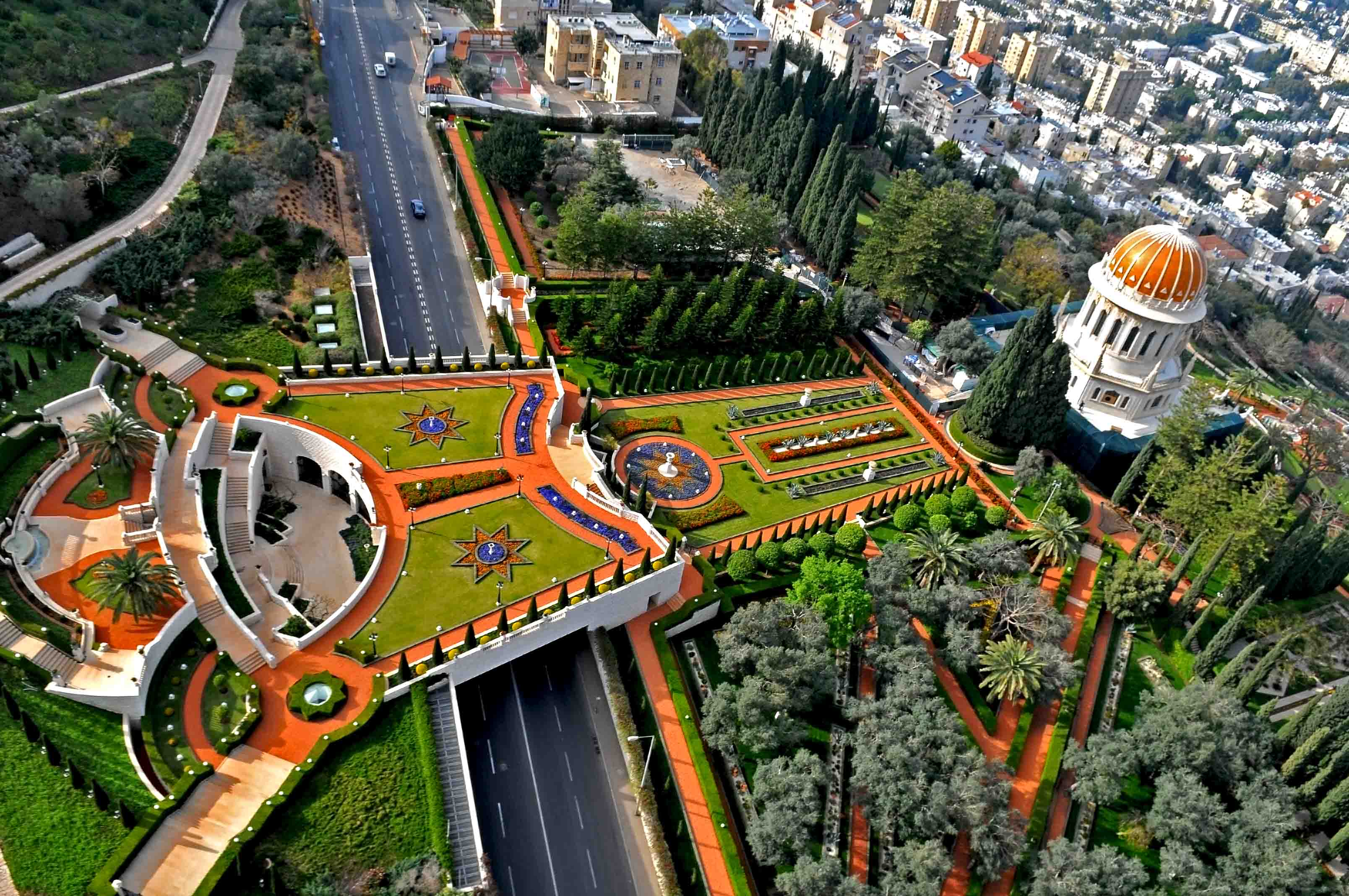
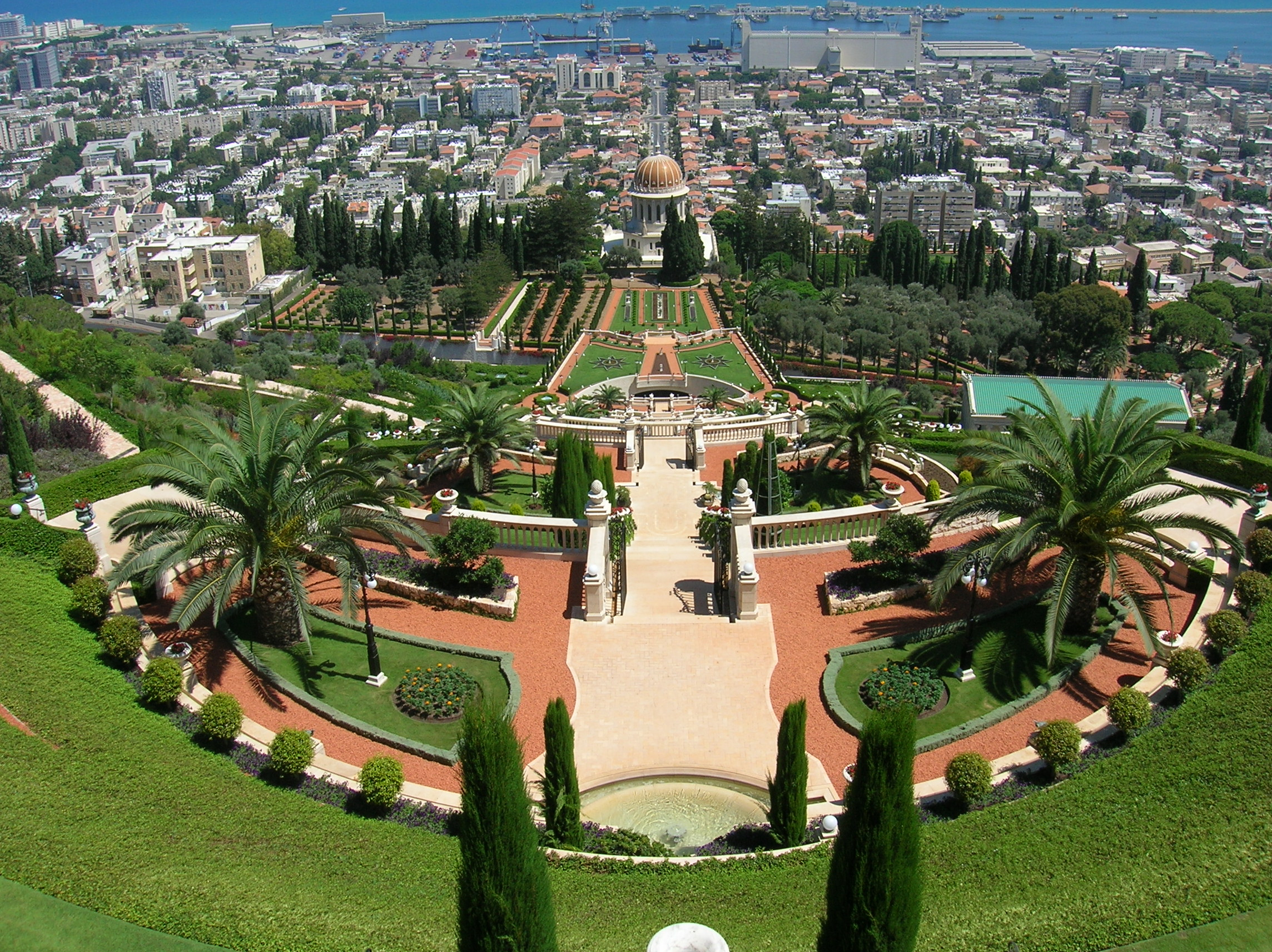
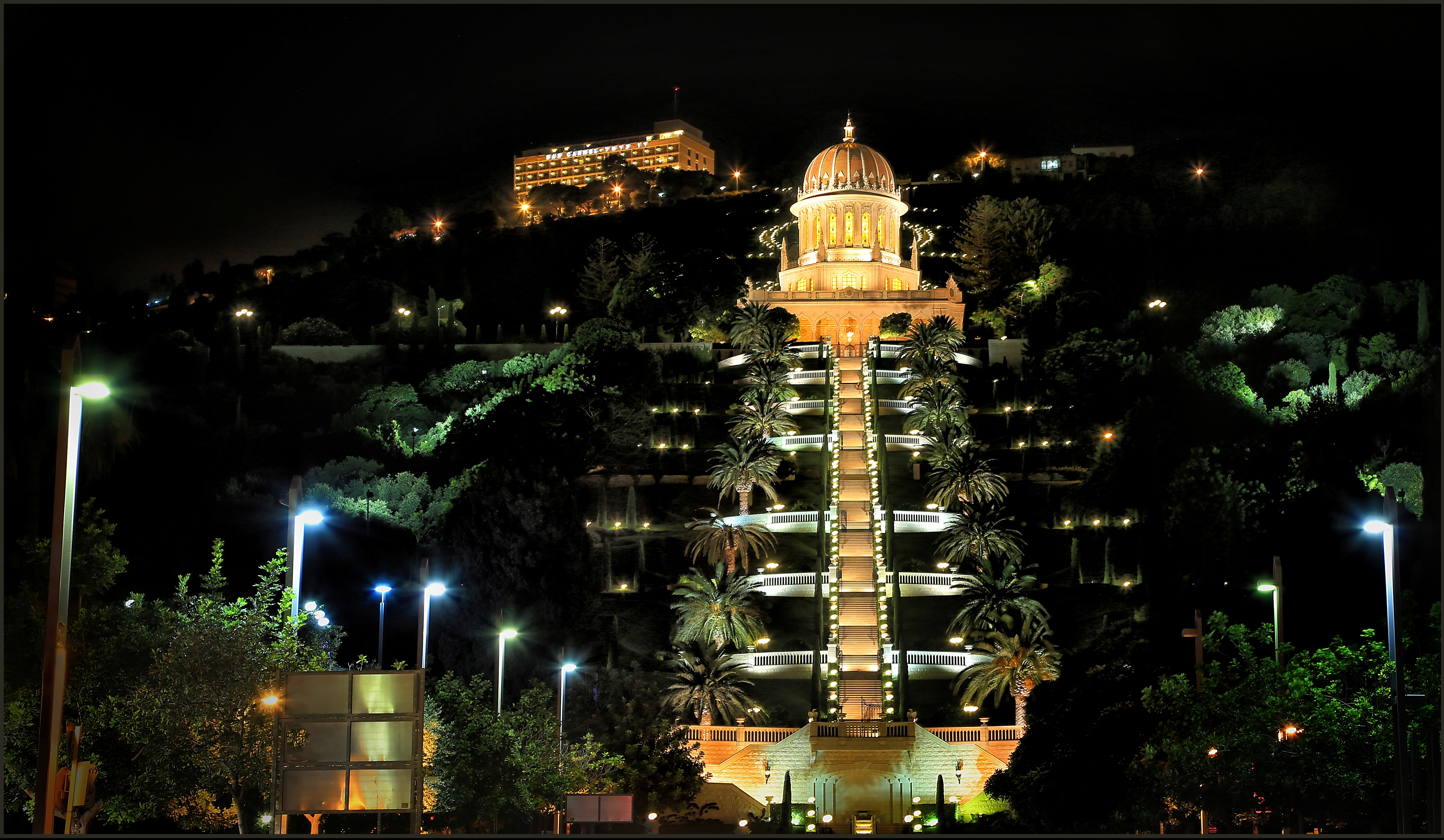

## 象征
巴哈伊空中花园代表巴孛的十八位被称为新生字母的门徒，虽然花园的细节与每位门徒并非一一对应。

## 灌溉和生态
灌溉系统由计算机连接的上百个阀门组成，其通过气象数据控制阀门的行为。灌溉在早晚进行，以减少水的蒸发。此外，灌溉的水顺着一层层阶梯依次往下循环，以避免浪费。

### 引用
1. ↑  Momen, Moojan. . . Evanston, IL: National Spiritual Assembly of the Bahá’ís of the United States. 2009  [2017-04-25]. （原始内容存档于2016-12-20）.
2. ↑  .   [2020-07-04]. （原始内容存档于2015-01-11）.
3. ↑  .   [2020-07-04]. （原始内容存档于2016-03-03）.
4. ↑  .   [2020-07-04]. （原始内容存档于2019-04-07）.